# Pegasus (Jurist)
Pegasus war ein klassischer römischer Jurist und Senator unter den Kaisern Vespasian und Domitian.
Pegasus, dessen voller Name wohl Lucius Plotius Pegasus lautete, war möglicherweise der Sohn eines römischen Flottenkommandanten. Unter Vespasian übte er um 71 das Amt des Suffektkonsuls aus, um dann bis zum Jahr 73 als Präfekt von Dalmatia und in Folge von 75 bis 78 als Statthalter von Germania superior oder von Hispania citerior verwendet zu werden. Vespasian betraute Pegasus um 79 mit dem Amt des praefectus urbi, das er mit zweijähriger Unterbrechung von 81 bis ca. 85 unter Domitian noch einmal ausübte.
Pegasus trat in der Rechtsschule der Prokulianer die Nachfolge des Proculus an. Außerdem war er treibende Kraft hinter dem Senatus consultum Pegasianum, einer Erbschaftsregelung, die dem Erben über die testamentarische/gesetzliche Quart hinaus auch aus einem „Erbschaftsfideikommiss“ die Quart als Mindestanspruch einräumte.
Über die persönliche Herkunft des Juristen und seine Wesensart lassen sich lediglich nicht zweifelsfrei gesicherte Mutmaßungen aus den Satiren des Juvenal und dem Werk eines 300 Jahren später schreibenden Scholiasten ableiten. Hier wird neben seiner einfachen Abstammung der Rechtsgelehrte zwar als fachlich hochkompetent, aber ebenso als weltfremd wie naiv beschrieben. So soll Pegasus zu Lebzeiten „ein Buch, kein Mensch“ genannt worden sein, der der lebensfremden Annahme war, dass zur zwangsweisen Durchsetzung der Gesetze niemals Waffengewalt notwendig wäre. Seine Werke sind nicht überliefert, obgleich sie von späteren Juristen häufig zitiert werden.